# کیت آلن (بازیکن فوتبال، زاده ۱۹۴۳)
کیت آلن (انگلیسی: Keith Allen؛ زادهٔ ۹ نوامبر ۱۹۴۳) بازیکن فوتبال اهل بریتانیا است.
از باشگاه‌هایی که در آن بازی کرده‌است می‌توان به باشگاه فوتبال پورتسموث، باشگاه فوتبال لوتون تاون، باشگاه فوتبال استوک‌پورت کانتی، باشگاه فوتبال گریمزبی تاون، و باشگاه فوتبال پلیموث آرگیل اشاره کرد.